# علی اعظم زنگنه
علی خان اعظم زنگنه ملقب به سردار اجلال و سپس امیر کل (۱۲۵۰خ - نامعلوم) از خوانین ایل زنگنه کرمانشاه و نماینده این استان در مجلس شورای ملی در دوره قاجار و پهلوی بود.
پدرش محمدحسین خان اعظم‌الدوله زنگنه از نقش آفرینان حوادث دوران مشروطیت در کرمانشاه بود که به دست نیروهای سالارالدوله کشته شد. خودش هم پا به پای پدر در این حوادث حضور داشت. در دوره پنجم مجلس شورای ملی به نمایندگی کرمانشاه برگزیده شد و از آن پس تا دوره سیزدهم که نخستین مجلسی بود که پس از شهریور ۱۳۲۰ آغاز شد، بر این کرسی نشست.
در سال ۱۳۲۰ پیش از پایان دوره دوازدهم محمدعلی فروغی نخست‌وزیر برای فرو خواباندن نا آرامی‌های کرمانشاهان مدت کوتاهی او را استاندار کرد اما کاری از پیش نبرد و در آبان ۱۳۲۰ که دوره سیزدهم مجلس به راه افتاد به کرسی نمایندگی برگشت.
پسرش عزیز اعظم زنگنه نیز چند دوره نماینده مجلس بود.